# Aracaninae
Sous-famille
Les Aracaninae sont une sous-famille de poissons tetraodontiformes qui n'est pas reconnue par FishBase, ITIS et WoRMS qui placent tous ses genres et espèces dans la famille des Aracanidae.